# THAAD
THAAD (англ. Terminal High Altitude Area Defense [θæd], чит. «Тэд», раннее название англ. Theater High Altitude Area Defense) — ПРО ПРК подвижного наземного базирования для высотного заатмосферного перехвата ракет средней дальности или авиации противника.
Головной подрядчик — Lockheed Martin Missiles and Space.

## Принцип действия
В комплексе THAAD применена так называемая концепция «кинетического перехвата» — для поражения цели используется только кинетическая энергия аппаратного блока, выделенной боевой части (БЧ) нет. Благодаря высокой кинетической энергии аппаратного блока комплекс THAAD должен быть существенно более эффективен против различных высокоскоростных воздушных тел, чем ЗРК «Patriot». Более же поздние модификации ЗРК «Пэтриот», отличающиеся большей точностью наведения, более совершенным ПО и наличием нового взрывателя, обеспечивающего подрыв боевой части при достаточном приближении к ракете противника, в 2003 году в войне с Ираком дали уже иные результаты — все 9 запущенных Ираком «Скадов» были сбиты.

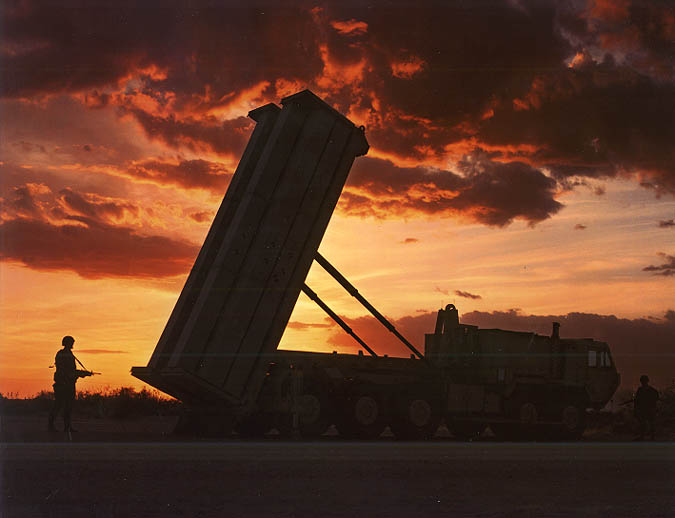
Подвижная пусковая установка THAAD.

## История
НИОКР по созданию противоракетного комплекса (ПРК) THAAD были начаты в 1992 году компанией «Локхид» (сейчас отделение корпорации «Локхид-Мартин»).
В начале 1995 года опытные образцы подвижной пусковой установки, многофункциональной РЛС GBR-T и командного пункта были развёрнуты на полигоне Уайт-Сендз в штате Нью-Мексико. В том же году были начаты лётные испытания опытных образцов противоракеты этого комплекса.
Первоначально на лётных испытаниях планировалось использовать 20 единиц опытных образцов противоракет. В связи с внесением в конструкцию основных частей комплекса изменений (для обеспечения стойкости к ПФ ЯВ), потребовавших дополнительных затрат на 80 млн долларов, количество пусков было сокращено до 14, а 6 противоракет переведены в разряд запасных.
По состоянию на 1 апреля 1998 год (см. таблицу), было выполнено семь пусков, а оставшиеся 7 пусков планировалось выполнить в период 1998—1999 годов, с тем, чтобы в 1999 году приступить к полномасштабной разработке ПРК, а на вооружение принять его в 2006 году.
По достижении готовности первый контракт в 2011.

### Испытания
| Перечень пусков на первоначальных лётных испытанях | Перечень пусков на первоначальных лётных испытанях | Перечень пусков на первоначальных лётных испытанях | Перечень пусков на первоначальных лётных испытанях | Перечень пусков на первоначальных лётных испытанях |
| № пуска                                            | дата и время                                       | задачи пуска | результат                                          | примечание |
| -------------------------------------------------- | -------------------------------------------------- | --- | -------------------------------------------------- | --- |
| 1                                                  | 21 апреля 1995                                     | * Проверка лётно-технических характеристик (ЛТХ), * Оценка точности вывода в заданную точку пространства                                                      | успешный                                           | Уничтожена через 1 минуту после старта, по команде с земли, после прохода расчётной точки на высоте 115 км. |
| 2                                                  | 1 августа 1995                                     | те же, с совершением манёвра TEMS | частично-успешный                                  | Уничтожена в конце 1-й минуты полёта из превышения заданной скорости полёта (нераскрытие хвостовой юбки из-за короткого замыкания в бортовой СУ) |
| 3                                                  | 13 октября 1995                                    | те же, с совершением манёвра TEMS и оценкой функционирования ИК ГСН                                                                                           | успешный                                           | Самоуничтожилась в заданной точке после отработки ИК ГСН алгоритма наведения на условную цель. Для поиска и обнаружения цели использованы элементы штатных КП и РЛС (сопровождение цели — с помощью специальной РЛС полигона) |
| 4                                                  | 13 декабря 1995                                    | перехват реальной ракеты «Шторм» | неудачный                                          | Старт через 5 минут после мишени, ПР выполнила все манёвры, ГСН захватила и сопровождала цель. Цель не поражена из-за нехватки топлива на заключительный манёвр в связи с отделением ступени перехвата не в расчётной точке (результат незапланированных коррекций траектории из-за ошибки при закладке в систему наведения исходных данных целеуказания). Управление полётом ПР со специальной полигонной РЛС. |
| 5                                                  | 22 марта 1996                                      | перехват ракеты «Шторм», подготовка расчёта батареи THAAD 1-го дивизиона 6-й артиллерийской бригады, всесторонние испытания в интересах создания штатного ПРК | неудачный                                          | Из-за отказа ГСН после отделения ступень перехвата продолжила полёт по баллистической траектории и была подорвана по команде с земли. Пуск со штатной ПУ. |
| 6                                                  | 15 июля 1996                                       | перехват ракеты «Гера» | неудачный                                          | Из-за отказа ГСН ступень перехвата пролетела в нескольких метрах от цели, после чего самоуничтожилась. ПУ и РЛС отработали штатно. |
| 7                                                  | 6 марта 1997                                       | перехват ракеты «Гера» | неудачный                                          | Цель не поражена из-за неисправности в бортовой СУ, в связи с чем ПР не воспринимала команды коррекции траектории. ПУ и РЛС отработали штатно. |

| Перечень пусков на последующих стадиях разработки и производства | Перечень пусков на последующих стадиях разработки и производства | Перечень пусков на последующих стадиях разработки и производства |
| ---------------------------------------------------------------- | ---------------------------------------------------------------- | --- |
| Дата                                                             | Результат                                                        | Примечание |
| 22 ноября 2005                                                   | успешный                                                         | Первый пуск ракеты в испытаниях под индексом FLT-01. Испытание признано успешным. |
| 11 мая 2006                                                      | успешный(?)                                                      | FLT-02. Первый пуск противоракеты на стадии разработки, с проверкой перехватчика, пусковой системы, РЛС и системы контроля пуска. |
| 12 июля 2006                                                     | успешный                                                         | FLT-03. Состоялся перехват реальной цели. |
| 13 сентября 2006                                                 | прекращён аварийно                                               | Ракета-мишень Hera была запущена, однако её полёт был прерван на среднем участке траектории. Противоракета FLT-04 так и не была запущена. Официально испытание было признано как «не состоявшееся». |
| осень 2006                                                       | отменён                                                          | FLT-05. Испытания только противоракеты. Пуск был перенесён на середину весны 2007 года. |
| 27 января 2007                                                   | успешный                                                         | FLT-06. На высоком внутриатмосферном участке состоялся перехват моноблочной цели, подобной баллистической ракете «SCUD», запущенной с подвижной платформы, располагавшейся на острове Кауаи в Тихом Океане. |
| 6 апреля 2007                                                    | успешный                                                         | FLT-07. На «среднем внутриатмосферном» участке состоялся перехват моноблочной цели, запущенной с подвижной платформы, располагавшейся на острове Кауаи в Тихом Океане. Испытания подтвердили качественный уровень взаимодействия THAAD с иными частями системы ПРО. |
| 27 октября 2007                                                  | успешный                                                         | Произведено успешное заатмосферное испытание. Полёт продемонстрировал возможности системы по обнаружению, сопровождению и перехвату моноблочной цели вне земной атмосферы. |
| 27 июня 2008                                                     | успешный                                                         | Противоракета поразила цель, запущенную с McDonnell Douglas C-17 Globemaster III |
| 17 сентября 2008                                                 | прекращён аварийно                                               | Ракета-мишень вышла из строя во время полёта. В связи с чем противоракета также не была запущена. Официально, испытание было признано как «не состоявшееся». |
| 17 марта 2009                                                    | успешный                                                         | Повтор испытаний, не состоявшихся в сентябре. Результат испытаний признан успешным. |
| 11 декабря 2009                                                  | прекращён аварийно                                               | FTT-11. Двигатель ракеты-мишени Hera вышел из строя сразу после её сброса с воздушной платформы. Противоракета запущена не была. Официально, испытание было признано как «не состоявшееся». |
| 29 июня 2010                                                     | успешный                                                         | FTT-14. Произведён успешный внутриатмосферный перехват моноблочной цели на самой низкой высоте, когда-либо производившейся. Также была испытана система Simulation-Over-Live-Driver (SOLD), симулирующая массивное ракетное нападение для РЛС THAAD |
| 5 октября 2011                                                   | успешный                                                         | FTT-12. Произведён успешный внутриатмосферный перехват двух целей двумя противоракетами. |
| 24 октября 2012                                                  | успешный                                                         | FTI-01 (Flight Test Integrated 01). Испытания сопряжения THAAD с PAC-3 и Aegis, при атаке 5-ю ракетами разного типа. THAAD успешно перехватил ракету-мишень E-LRALT, запущенную с C-17 недалеко от острова Уэйк. В данном испытании THAAD впервые осуществил перехват баллистической ракеты средней дальности. В испытании были задействованы две РЛС AN/TPY-2, передававших данные в системы Aegis, Patriot и THAAD. |

### Производство

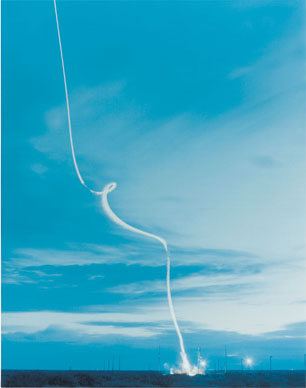
Пуск ракеты THAAD.

В мае 2004 года для практических испытаний началось производство 16 предсерийных противоракет.
В январе 2006 года с компанией «Локхид-Мартин» была заключена сделка на поставку первых 2 комплексов THAAD с 48 противоракетами к ним.
На данное время известно о 39 испытательных пусках, 31 из которых были признаны успешными. Четырнадцать из них были практическими запусками, в ходе которых отрабатывался перехват учебной цели в приближенных к боевым (а не упрощенных) условиях. Из этих четырнадцати пусков, предпринятых с ноября 2006 по октябрь 2012, одиннадцать были успешными, остальные четыре не удались из-за выхода из строя ракеты-мишени (то есть неудачи не имеют отношения к самому THAAD).
Испытания проводятся лишь на имитаторах массовых, но устаревших ракет Р-17 (по классификации НАТО SS-1 Scud), разработки середины 1950-х годов, не имеющих средств преодоления ПРО. THAAD перехватил баллистическую ракету-мишень, имитирующую ракету типа Scud, на высоте свыше 50 километров.
16 октября 2009 года в Форт Блисс приступила к несению службы вторая батарея перехватчиков THAAD.
В марте 2011 года Агентство противоракетной обороны США заключило с компанией Lockheed Martin сделку на поставку шести противоракетных комплексов THAAD. Из новых комплексов будут сформированы 3-я и 4-я батареи. В состав одной батареи THAAD входят три пусковые установки с 24 противоракетами, командный центр и РЛС X-диапазона.
6 октября 2011 года проведено 12-е испытание системы THAAD с начала запуска программы в 2005 году. Было проведено первое эксплуатационное испытание системы с перехватом ракет на большой высоте на конечном участке полёта. Была перехвачена одна ракета малой дальности и одна баллистическая ракета средней дальности. Испытания проводились в районе гавайского острова Кауаи. В испытаниях участвовала батарея ПРО «Альфа» из состава 4-го артиллерийского полка 11-й артиллерийской бригады ПВО США. Она была переброшена на полигон вместе со своей техникой из Форта Блисса, Техас. Личный состав произвел развёртывание техники и обеспечил управление системой ПРО. Контроль осуществлялся командованием ПВО и ПРО 94-й армии. Для обеспечения большей реалистичности испытаний, день и время проведения испытаний личному составу бригады не сообщались

## THAAD

Схема противоракеты THAAD

Противоракета THAAD — одноступенчатая твердотопливная. Твердотопливный двигатель разработан компанией Pratt & Whitney.
Неохлаждаемая ИК ГСН, работающая в среднем (3,3 — 3,8 мкм) и дальнем (7 — 10 мкм) участках ИК-диапазона, командно-инерциальная система управления.

### Характеристики противоракеты
- Стартовая масса: 900 кг
- Длина: 6,17 м
- Максимальный диаметр корпуса: 0,37 м
- Дальность: до 200 км
- Высота перехвата: 150, до 200 км[22]
- Скорость: 2700—2800 м/с (максимальная скорость не менее 8М) (ракеты)[23][24][25]
- Дальность пуска перехватываемой баллистической ракеты, до: 3500[26] км.
- перехват выше стратосферы, боевая часть инертная[27][28][29][30][31], данных о возможностях перехвата в стратосфере (ниже 50 км над поверхностью Земли) и тропосфере (ниже 12 км над поверхностью Земли) нет.
- Скорость цели оценочно 3,5-4,8 км/сек[32].

### РЛС
- Дальность обнаружения: 1000 км[33][34]
- Диапазон: X-диапазон

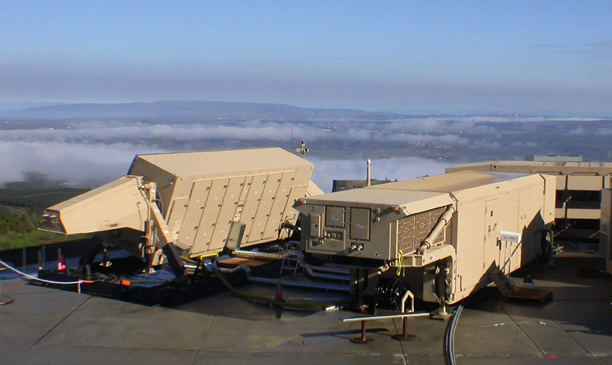
РЛС AN/TPY-2

- Углы сканирования по углу места: 10-60° (в пределах угла места 0-80°)[34][35]
- Управление лучом: электромеханическое
- Тип: ЦАР[34]

### Командный пункт
Командный пункт (КП) может быть удалён от РЛС на дальность до 14 км, обеспечивает обработку сигнала, обмен данными между КП, выдачу целеуказания на более слабые комплексы ПРО типа Пэтриот ПАК3 или МЕАДС, или систему типа Иджис. Работа КП позволяет применяя не менее 2 систем обеспечить прикрытие собственных позиций, обеспечить вероятность перехвата одиночной цели до 0,96 при сочетании ТААД+ПАК3. Фактически, РЛС ТААД работает в секторе, существенно меньшем, чем 90° по горизонтали в пространстве, по сектору радара не более 60° по вертикали и 90° по горизонтали, и при наведении на цель фиксируется в конкретном физическом положении, оптимальном для облучения данной одиночной цели. Эти три фактора даже при использовании пары ТААД осложняют отражение даже малочисленного удара непосредственно по позициям комплекса, не отличающегося мобильностью, либо прикрытием иными высокоэффективными системами. Несмотря на то, что ТААД более 20 лет, от первых успехов до фактического принятия на вооружение, нет каких-либо данных о способности уничтожения большого числа целей в краткий промежуток времени, либо защитить себя самостоятельно без ограничения по углу места. Хотя возможен перехват за счёт высокой дальности и высоты перехвата, но не со всех направлений. Иным системам ПРО наличие мёртвой зоны также свойственно, однако она значительно меньше, а число перехватываемых целей намного больше.

### Шасси
В качестве автомобилей для базирования используются грузовики << Oshkosh PLS >> 8x8 и 10х10 .

## Стоимость
Около $2,3 млрд за 1 комплекс без РЛС. В другом источнике комплекс «Тэд» (THAAD) стоит около 3 000 000 000 $.
Стоимость РЛС AN/TPY-2 — $574 млн. В 2011 году закуплено 22 противоракеты на сумму $1 млрд, в 2012 году — 42 противоракеты на сумму $999 млн, в 2013 году планируется закупить 36 противоракет, потратив на них $777 млн (для США).
НИОКР оценочно 15 млрд.

## На вооружении
- США — 42 единицы на 2025 год. Дополнительно, некоторая часть, находится на военных базах в Гуаме, Израиле, Саудовской Аравии и Южной Корее[42].
- ОАЭ — в июне 2016 года две батареи комплекса THAAD получили вооруженные силы Объединённых Арабских Эмиратов[43][42].
- Саудовская Аравия — Королевство Саудовская Аравия получит 44 пусковых установки и 360 ракет, а также 16 пунктов управления и семь радаров на сумму в 15 миллиардов долларов. (2017 год). Некоторое количество на вооружении, на 2025 год[44].

### Перспективные операторы
- Республика Корея — в 2017 году батареи комплекса THAAD размещены в Южной Корее в уезде Сонджу к западу от г. Тэгу, прикрывая район наиболее удалённый от потенциальных противников[45][46].
- Япония — размещение батареи комплекса THAAD на одном из Японских островов, до 2018 года.

## Боевое применение
17 января 2022 в ОАЭ THAAD уничтожила баллистическую ракету средней дальности хуситов, использованную для атаки на эмиратский нефтяной объект возле авиабазы ад-Дафра.27 декабря 2024 года батарея THAAD провела успешный боевой перехват баллистической ракеты, выпущенной хуситами из Йемена по Израилю.
В июне 2025 года, THAAD  использовался американскими военным в Израиле для перехвата иранских ракет выпущенных по Израилю.